# Alba (Skotland)
 For alternative betydninger, se Alba. (Se også artikler, som begynder med Alba)
Alba er det skotsk gæliske navn for Skotland.
Det gæliske udtryk "Alba" gjaldt oprindeligt hele øen Storbritannien, men efter ca. 900 blev det især brugt med henvisning til riget, som blev skabt fra omkring 843, da Kenneth MacAlpin forenede Dalriada (i det vestlige det moderne Skotland) med Pikternes område (nord for floden Forth).
I det 11. århundrede, var det samme område mere almindeligt omtalt af det latinske ord "Scotia", og monarker kaldte sig rex scottorum (King of Scots) eller "Skotternes konge". Det middelalderlige kongerige udviklede sig til det moderne Skotland, som stadig kaldes Alba på skotsk gælisk. Hertugdømmet Albanys navn er afledt fra Alba; titlen, som blev skabt af kong Robert 3. i 1398, blev overdraget i 1660 til Jakob, søn af kong Karl I, og senere kong James 7. og 2., for hvem Albany - hovedstaden i den amerikanske delstat New York - er opkaldt.